# Rembert von Münchhausen
Rembert Freiherr von Münchhausen (* 4. Dezember 1884 in Herrengosserstedt, Landkreis Eckartsberga; † 14. Juli 1947 im Speziallager Nr. 2 Buchenwald, Stadt Weimar) war ein deutscher Verwaltungsbeamter und Rittergutsbesitzer.

## Leben

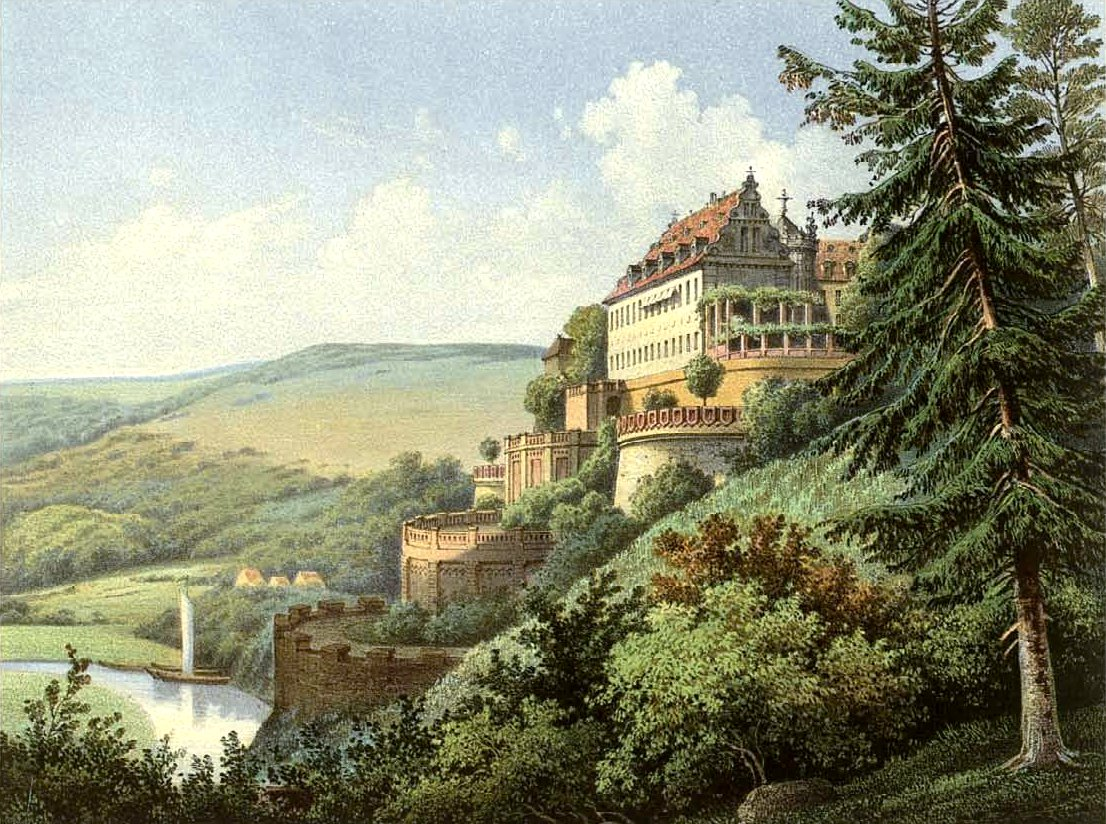
Schloss Vitzenburg um 1860, Sammlung Alexander Duncker

Seine Eltern waren der preußische Oberleutnant Gerlach Heino von Münchhausen (* 11. Oktober 1835; † 14. November 1901), Rittergutsbesitzer in Herrengosserstedt, und dessen Ehefrau Marie Gräfin von der Schulenburg (* 5. August 1844; † 2. Februar 1933). Rembert von Münchhausen wuchs in einem Elternhaus von sechs Söhnen und sechs Töchtern auf. Sein ältester Bruder war der Landrat Friedemann Freiherr von Münchhausen auf Herrengosserstedt.
Rembert von Münchhausen studierte Rechtswissenschaften an der Georg-August-Universität Göttingen. 1905 wurde er Mitglied des Corps Saxonia Göttingen. Nach Abschluss des Studiums und dem Regierungs-Referendariat in Merseburg bestand er 1912 das Assessor-Examen und trat in den preußischen Staatsdienst ein.
Als Leutnant der Reserve im 2. Garde-Regiment nahm er an den ersten Kampfhandlungen des Ersten Weltkriegs teil, wurde in der Schlacht bei St. Quentin Ende August 1914 schwer verwundet und im Februar 1915 als dienstunfähig entlassen. Später wurde er bei der Verwaltung Ober Ost als Kreishauptmann und bis Juni 1919 in der Organisation des Grenzschutzes eingesetzt.
1919 wurde von Münchhausen Regierungsrat beim Oberpräsidium der Provinz Brandenburg und anschließend Referent im Preußischen Ministerium des Inneren. 1920 wurde er zum Landrat des Kreises Stolzenau ernannt. Im Juni 1923 nahm er seinen Abschied aus dem Staatsdienst. Er pachtete die Rittergüter Klein Eichstedt und Oberschmern im Kreis Querfurt. 1930 wurde er indirekt Herr auf Schloss Vitzenburg, als seine Frau Auguste Marie Anna geb. Gräfin von der Schulenburg Alleinerbin des Fideikommisses Vitzenburg geworden war.
Nachdem Vitzenburg Bestandteil der Sowjetischen Besatzungszone geworden war, wurde er von den sowjetischen Truppen verhaftet und im Speziallager Nr. 2 Buchenwald inhaftiert, wo er am 14. Juli 1947 verstarb. Der über 2700 Hektar große Familienbesitz wurde enteignet. Seine Witwe ging nach Westdeutschland, wo ihr Sohn Heyno infolge Adoption durch den entfernten Onkel Hans Georg von Münchhausen aus der „weißen Linie“ der Familie einige Jahre später Erbe des Schlosses Apelern wurde. Die Tochter Ilse heiratete 1943 den schlesischen Gutsbesitzer Peter von Wichelhaus, auf Wolfsgrund, vormals Noroko, heute Narok.